# Emmanuelle Heidsieck
Pour les articles homonymes, voir Heidsieck.
Emmanuelle Heidsieck, née en 1963 à Paris, est une écrivaine et journaliste française. 

## Biographie
Diplômée de Sciences Po Paris et de l'Université Columbia, Emmanuelle Heidsieck est aussi titulaire d'une maîtrise de droit.
Spécialiste des questions sociales, elle fut journaliste permanente au Monde Initiatives (supplément social du groupe Le Monde). Elle a notamment collaboré à Politis, à Actualités sociales hebdomadaires, à Miroir Social et à Viva (revue mutualiste). 
Elle a été membre du comité d'administration de la Société des Gens de Lettres (SGDL) à partir de 2015. 
Elle est la fille du poète Bernard Heidsieck. 

## Théâtre et adaptations radiophoniques
Son roman Notre aimable clientèle (éd. Denoël,2005) a été adapté au théâtre sous le titre Liquidateur par le metteur en scène Olivier Desmaris(Compagnie Peut-Être). La première a eu lieu au théâtre Charlie Chaplin de Vaux-en-Velin le 27 février 2015. 
Plusieurs de ses textes ont été adaptés par France Culture en fictions radiophoniques. C'est le cas des romans Notre aimable clientèle et Il risque de pleuvoir, ainsi que des nouvelles Plan social, Cela se termine comment ? et Quoi de neuf, Robert ?. 

## Prix
- Notre aimable clientèle, Éditions Denoël, 2005 : Prix Contrepoint de Littérature française 2006[11].

## Œuvre
Elle est l'auteur de plusieurs romans et de recueils de nouvelles, mêlant recherche littéraire et enquêtes socio-politiques. Ses ouvrages abordent notamment la souffrance au travail occasionnée par la mutation-privatisation des services publics (Notre aimable clientèle), les opérations des assureurs privés contre la sécurité sociale et pour installer un système d'assurance discriminatoire (Il risque de pleuvoir), le conflit social vu comme salutaire et revigorant (Vacances d'été), le geste altruiste et désintéressé de plus en plus suspect dans un monde où tout devient marchand (À l'aide ou le rapport W). Avec Trop beau,,, elle s'intéresse à la question du physique dans les trajectoires individuelles et des discriminations. Son dernier roman Il faut y aller, maintenant,, parle d'un exil forcé dans le cadre d'un coup d'État militaire d'extrême droite.
- Il faut y aller, maintenant[23], Éditions du Faubourg, 2023, 112 p.  (ISBN 9782493594136)
- Trop beau[23], Éditions du Faubourg, 2020, 120 p.  (ISBN 978-2491241001)
- À l'aide ou Le rapport W, Paris, Inculte Editions, coll. « Laureli », 2013, 141 p. (ISBN 979-10-91887-16-8, présentation en ligne, lire en ligne) ; réédition en 2020 aux Éditions du Faubourg[23]  (ISBN 978-2-491241-02-5)
- Et nous vivrons des jours heureux[24], chap.  « Pour un renouveau de notre Sécurité sociale », Actes Sud, 2016.
- Quoi de neuf, Robert ?  nouvelle, L'Humanité, 2015.
- Vacances d'été[25], Éditions Léo Scheer, coll. « Laureli », 2011.
- Écrivains en séries, saison 2, Anthologie littéraire des séries télé, Éditions Léo Scheer, coll. « Laureli », 2010, nouvelle : « Cela se termine comment ?»
- Citoyens résistants d’hier et d’aujourd’hui, Les jours heureux : Le programme du Conseil national de la Résistance de mars 1944 : comment il a été écrit et mis en œuvre, et comment Sarkozy accélère sa démolition, Paris, La Découverte, coll. « Cahiers libres », 2010 (ISBN 978-2-7071-6016-4, présentation en ligne), chap. 3 (« Sécurité sociale : les travaux de démolition ont commencé »), p. 59-74. Éditions poche La Découverte, 2011 et 2022.
- Il risque de pleuvoir[26], Seuil, coll. « Fiction & Cie », 2008.
- Notre aimable clientèle[27], Éditions Denoël, 2005.
- Bonne année ! Éditions du Toit, 1999. Recueil de nouvelles sur le chômage.
- Boucs émissaires : les sans-papiers, Syros, 1995. Recueil de nouvelles sur les sans-papiers (traduit dans plusieurs langues) ; réédition Territoire interdit, Syros, 1998.